# Verum index sui et falsi
„Est enim verum index sui et falsi“ schrieb Baruch Spinoza in seinem 74. Brief an Albert Burgh, mit dem er auf dessen Brief vom 10. September 1675 antwortete: Denn das Wahre ist der Prüfstein seiner selbst und des Falschen. Ähnlich äußerte er sich im 2. Buch seiner Ethik: „Sane sicut lux se ipsam et tenebras manifestat, sic veritas norma sui et falsi est“, „Wahrlich wie das Licht sich selbst und die Finsternis offenbart, so ist die Wahrheit die Norm ihrer selbst wie des Falschen.“

## Die Verwendung des Ausdrucks durch Karl Marx
Karl Marx kritisierte in seinem ersten publizierten Aufsatz Bemerkungen über die neueste preußische Zensurinstruktion u. a. Artikel II Satz 1 der Preußischen Zensur-Verordnung vom 18. Oktober 1819, den er wie folgt zitierte: „Nach diesem Gesetz soll die Zensur keine ernsthafte und bescheidene Untersuchung der Wahrheit hindern, [...]“ Marx kommentierte: „Die Wahrheit ist so wenig bescheiden als das Licht, und gegen wen sollte sie es sein? Gegen sich selbst? Verum index sui et falsi. Also gegen die Unwahrheit?“